# Svartvit skriktrast
Svartvit skriktrast (Turdoides bicolor) är en fågel i familjen fnittertrastar inom ordningen tättingar.

## Utseende och läte
Svartvit skriktrast är en slående vit och svart skriktrast, vit på huvud och kropp helt utan ansiktsteckningar, medan vingar och stjärt är svarta. Liknande barkindad skriktrast har en bar svart fläck nära ögat och rostfärgad hals. Lätet är ett ljust uppretat babblande som avges i kör av en hel grupp.

## Utbredning och systematik
Fågeln förekommer från Namibia till Botswana, västra Zimbabwe och nordvästra Sydafrika. Den behandlas som monotypisk, det vill säga att den inte delas in i några underarter.

## Levnadssätt
Svartvit skriktrast hittas i torr savann, framför allt i områden med törnträd. Där ses den i grupper om tre till 15 fåglar, ofta med rödnäbbad buffelvävare och rödbröstad busktörnskata.

## Status och hot
Arten har ett stort utbredningsområde, men tros minska i antal, dock inte tillräckligt kraftigt för att den ska betraktas som hotad. Internationella naturvårdsunionen IUCN listar arten som livskraftig (LC).